# Португальська революція (1926)

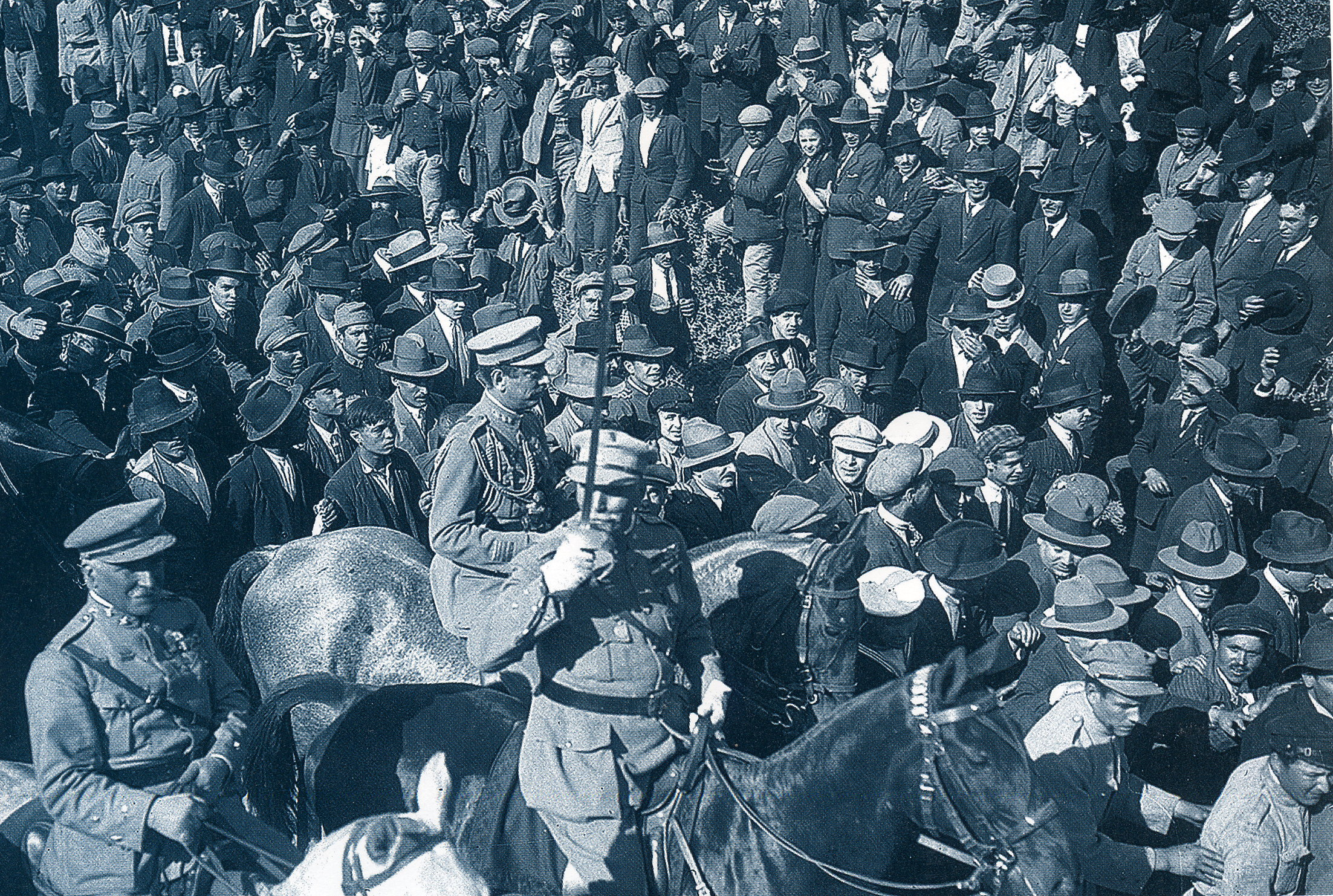
Мілітарна процесія на чолі з Гомішом да Коштою

Військовий переворот 1926 року, також званий Національною революцією (порт. Revolução Nacional) — виступ консервативно налаштованої частини армії і підпільних організацій опозиції, що призвели до падіння в Португалії Першої Республіки і встановленню Національної диктатури, яка протягом кількох років еволюціонувала до Нової держави.

## Історія

### Криза Першої республіки
П'ятнадцять років існування Першої республіки, яка встановилася в Португалії після революції 1910 року, відрізнялися політичною і економічною нестабільністю. Демократична партія, що виникла в 1912 році, володіючи великими засобами і потужним пропагандистським апаратом, затвердила свою монополію в політичному житті країни, проте не могла забезпечити послідовне державне управління та економічний розвиток країни. Після Першої світової війни, в 1920—1926 роках, в умовах економічної кризи, в Португалії змінилося 23 уряди. Спроби повалення режиму Демократичної партії стали постійними. Після того, як 25 травня 1926 року уряд призупинив повноваження Палати депутатів, фактично позбавивши себе легітимності, консервативно налаштовані військові, використовуючи загальне обурення, виступили проти режиму Першої республіки.

## Виступ 28 травня
27 травня 1926 року лідер Республіканської радикальної партії Кунья Леал, що перебував в місті Брага на півночі країни, на приватному обіді виголосив промову, яка викривала режим Демократичної партії, і закликав до його повалення. Заклик був підтриманий генералами на чолі з Жозе Аугушту Алвіш Рокадашем, що були в Бразі, які вже розпочали підготовку військового заколоту. Після того, як несподівано важко захворів генерал Рокадаш, що готувався в лідери руху, новим вождем змовників став прихильник Кунья Леала генерал Мануель Гоміш да Кошта, який здобув популярність в Першу світову, коли командував португальськими військами у Франції. О 06.00 28 травня дислоковані в Бразі війська повстали проти уряду і виступили в похід на Лісабон.